# 空印寺
空印寺（くういんじ）は、福井県小浜市小浜男山にある曹洞宗寺院。山号は建康山。本尊は馬頭観音。小浜藩酒井家の菩提寺で、境内に八百比丘尼入定の洞穴があることで知られている。

## 歴史
若狭守護武田元光が大永2年（1522年）後瀬山城を築き守護館も当時長源寺のあった後瀬山城の山麓に移した。現在の空印寺はこの敷地跡にある。水堀を廻らせた堅固な若狭守護館は、戦国時代以降も麓の城として利用され織田信長の重臣である丹羽長秀や豊臣秀吉の親族である浅野長政、木下勝俊なども平時はこの地に住した。
京極高次が関ヶ原の戦いの論功行賞により若狭国主となり、同館の主となった。高次没後、息子の京極忠高が旧地を京極高次の牌所とし泰雲寺を建立したが、京極家は寛永11年（1634年）松江へ転封となる。
その後小浜藩主酒井家の菩提寺として、酒井忠勝により父酒井忠利の霊骨を移して建康寺と称され、2代藩主酒井忠直が酒井忠勝の七回忌法要を執り行うに当たり寛文8年（1688年）伽藍を増築し、空印寺となった。空印は忠勝の法号である。

## 文化財

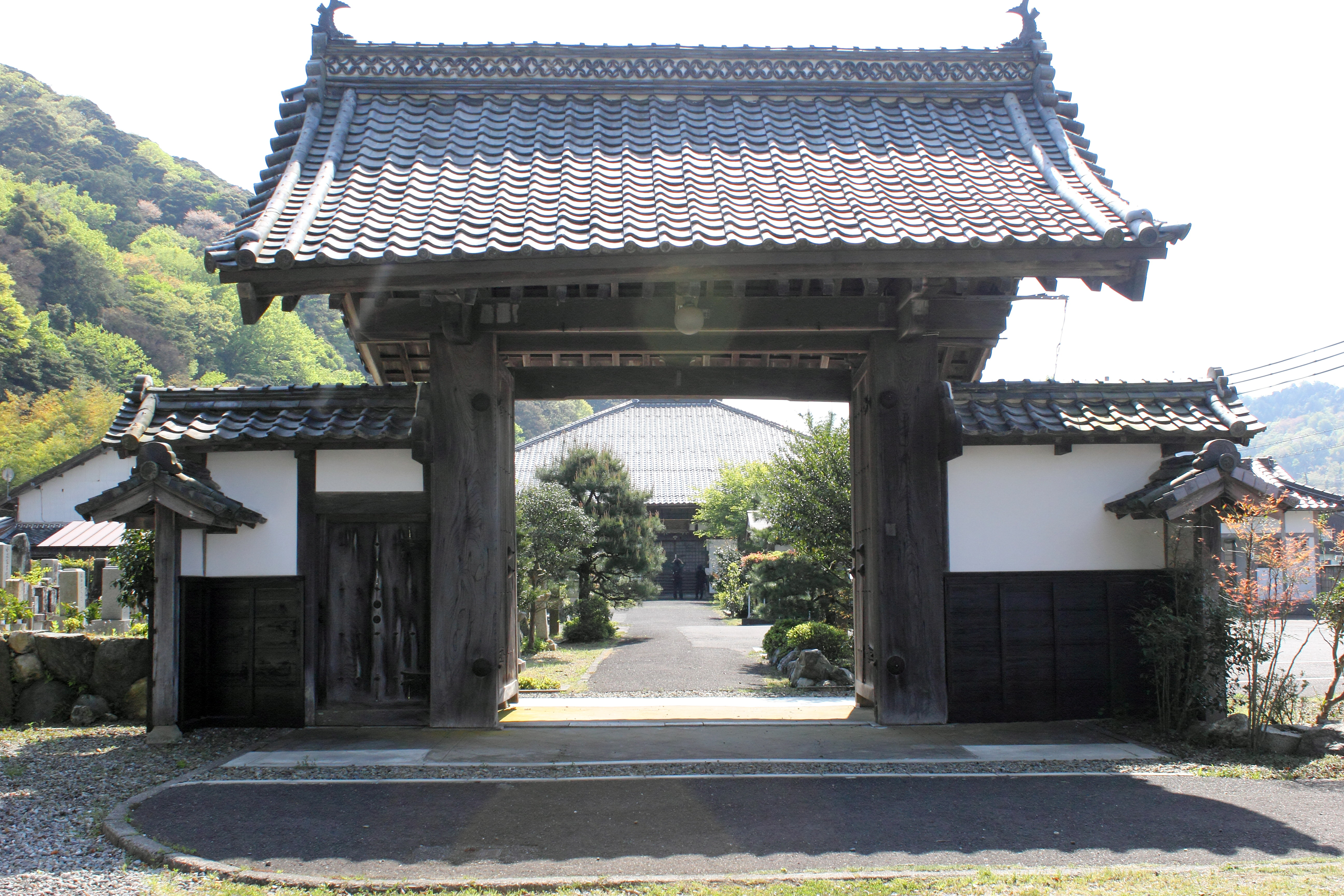
空印寺 薬医門

市指定文化財
- 薬医門
- 紙本著色神明神社社頭風俗図

市指定史跡
- 酒井家墓所

## 八百比丘尼入定の洞穴

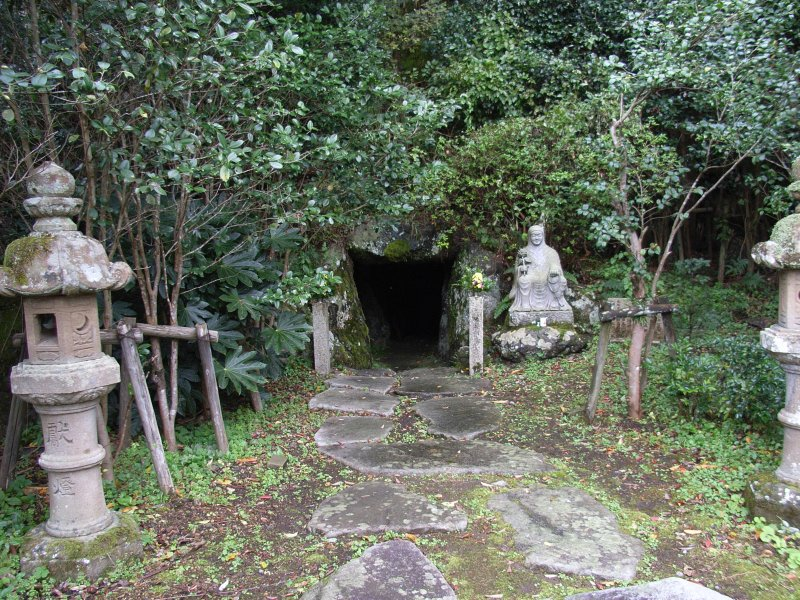
八百比丘尼入定の地（2006年11月撮影）。

八百比丘尼が後瀬山中の神社の傍らに庵を建て居住し、800歳で入定したという洞穴がある。洞穴は海蝕洞である。　　

## 空印寺「八百比丘尼略縁起」
（現代語訳）八百比丘尼は、荒礪命（あれとのみこと、膳臣（かしわでのおみ）の祖・佐白米命（さしろめのみこと）の子で若狭国造の祖）の末流である当国勢村高橋長者の姫であった。人皇37代斉明天皇の白雉5年（654）に誕生し、肌は白玉のように容顔美麗で、智徳万人に優れていた。そのため世の人は神仏の再来と崇めた。齢16歳の時、龍王が白髪の翁となって現れ人魚の肉を与えた。姫はこれを食べたところ、不思議なことに幾百歳を経ても16歳の時の容顔から変わることがなかった。120歳にして髪を剃り諸国を巡遊し、ここに50年、あそこに100年と止住し、所々で堂社を修造し、また道路を開き、橋梁を架け、五穀樹木の繁殖を教え、また尊皇奉仏、五常の道を授けた。よって諸国の旧蹟のある所は勿論、広く尊崇を集めた。人皇100代後花園天皇の宝徳元年（1449）7月26日、京都清水の定水庵で教化を止め、生国の若狭に帰り、後瀬山の山中の神明社の近くに庵を結び住んでいたが、齢800歳にして当寺境内後瀬山麓の大巌窟で入定した。人々は名付けて八百比丘尼、または八百姫とも寿長（ながす）の尼とも、また椿を特に愛し入定したので玉椿の尼とも呼んだ。入定後、祈願する者あれば必ず不思議の霊験があった。よって昔より都鄙遠近老若男女がこの霊地へ参詣し、福徳寿命を願い、諸病平癒を祈り、その霊助を蒙る者が多かったため、昔から今に至るまで参信祈願は絶えることがない。

## 所在地
福井県小浜市小浜男山

## 交通アクセス
- JR西日本小浜線小浜駅から徒歩で15分
- 舞鶴若狭自動車道小浜ICから約3km
- 国道27号後瀬から約2km

## 近隣情報
- 小浜西組
- 小浜港
- 妙楽寺
- 常高寺
- 後瀬山城跡